# Litijska cesta, Ljubljana
Litijska cesta je ena izmed daljših cest in vpadnic v Ljubljano.

## Zgodovina
20. aprila 1939 so kot Litijsko cesto poimenovali že obstoječo glavno cesto med Ljubljano in Litijo.

## Urbanizem
Cesta se kot nadaljevanje Poljanske ceste prične pri mostu preko Gruberjevega kanala na Kodeljevem, konča pa se v Sostrem, kjer preide v regionalno cesto. 
Na cesto se od zahoda proti vzhodu povezujejo: Hradeckega, Štepanjsko nabrežje, Kajuhova, Hruševska, Bilečanska, Dergančeva, Kamnoseška, bratov Tuma, Privškova, Pesarska, Fužinska, Trpinčeva, Gramozna pot, Srednja pot, Novo naselje, Cesta II. grupe odredov, Papirniška pot, na Urh, Govekarjeva, Pot heroja Trtnika, 13. julija, Sostrska in Aličeva.
Od ceste se odcepi več slepih krakov.

## Javni potniški promet
Po Litijski cesti potekajo trase več mestnih avtobusnih linij (5, N5, 9, 13, 24 in 26). 
Skupaj je na vsej cesti od centra do Sostra 11 postajališč mestnega potniškega prometa.

### Postajališča MPP
| postajališče            | št. linije       |
| ----------------------- | ---------------- |
| 403042 Štepanja vas     | 5, N5, 9, 13, 24 |
| 403052 Emona            | 5, N5, 9, 13     |
| 403062 Rast             | 13               |
| 404012 Hrušica          | 13               |
| 404022 Cesta v Bizovik  | 13               |
| 404032 Dobrunje         | 13               |
| 404042 Pošta Dobrunje   | 13, 26           |
| 404052 KPL              | 13, 26           |
| 404062 Zadvor           | 13, 24, 26       |
| 404071 Cesta v Zavoglje | 13, 24, 26       |
| 404084 Križišče Sostro  | 26               |

| postajališče            | št. linije   |
| ----------------------- | ------------ |
| 404083 Križišče Sostro  | 26           |
| 404071 Cesta v Zavoglje | 13, 24, 26   |
| 404061 Zadvor           | 13, 24, 26   |
| 404051 KPL              | 13, 26       |
| 404041 Pošta Dobrunje   | 13, 26       |
| 404031 Dobrunje         | 13           |
| 404021 Cesta v Bizovik  | 13           |
| 404011 Hrušica          | 13           |
| 403061 Rast             | 13           |
| 403051 Emona            | 5, N5, 9, 13 |
| 403041 Štepanja vas     | 13           |